# Plaza Dos de Mayo
La plaza Dos de Mayo está ubicada en la ciudad de Lima, capital del Perú, en el cruce formado por las avenidas Colonial, Alfonso Ugarte y Colmena. Fue construida para perpetuar la memoria de un hecho de armas que tuvo como escenario la bahía del Callao el 2 de mayo de 1866, en el que un gran número de valientes peruanos combatieron contra la Armada Española. Se alza allí el llamado “Monumento a la Victoria del 2 de mayo”, pues dicho combate es festejado en el Perú como un triunfo de sus armas, en el marco de la guerra hispano-sudamericana.

## Historia
Los inicios de la plaza Dos de Mayo se remontan al primer gobierno de Mariano Ignacio Prado. Pocos días después del combate del 2 de mayo de 1866, el Gobierno dispuso que en el lugar llamado, en la época colonial, Óvalo de la Reina (donde, orientada hacia el mar, se levantaba la Portada del Callao), se erigiese un monumento para perennizar dicho encuentro bélico. Para su construcción, se abrió a concurso público, cuyas bases establecían que el monumento debía ser de mármol y bronce, tendría uno o más cuerpos y en su base se colocarían cuatro estatuas, representando a los países miembros de la Cuádruple Alianza contra España: Perú, Bolivia, Chile y Ecuador. En su cúspide se colocaría el busto de José Gálvez Egúsquiza, el secretario de guerra que muriera heroicamente en el combate, y en bajorrelieves se representarían los principales episodios del combate. También en los lugares convenientes se colocarían los nombres de todos los combatientes caídos ese día.
El gobierno peruano (cuyo Secretario de Gobierno y Obras Públicas era entonces José María Químper) nombró como comisionado de las obras al poeta Numa Pompilio Llona, quien permaneció siete años en Europa cumpliendo dicho encargo. Se dio como plazo el 21 de enero de 1868 para presentar los bocetos. Un mes después, entre 36 propuestas, se declaró unánimemente como ganadora al proyecto del arquitecto francés Edmond Guillaume y su compatriota el escultor Leon Cugnot, que ejecutaron la obra en París.
Todo iba encaminado de acuerdo al planteamiento original, hasta que, el 25 de abril de 1868, el gobierno decidió hacer un cambio radical: la escultura de Gálvez ya no debía ir, pues se consideró que el monumento debía tributar homenaje a todos los defensores del Callao y no solo a un individuo en particular. Guillaume y Cugnot atendieron el pedido y reemplazaron la estatua de Gálvez por la de la Victoria, similar al del Genio de la Libertad en la Plaza de la Bastilla de París.
El monumento fue inaugurado el 29 de julio de 1874, ya bajo el gobierno de Manuel Pardo, siendo ministro de Gobierno y Obras Públicas Francisco Rosas. Su costo fue de 220.000 francos. Su traslado y colocación demandaron unos 10 000 francos.

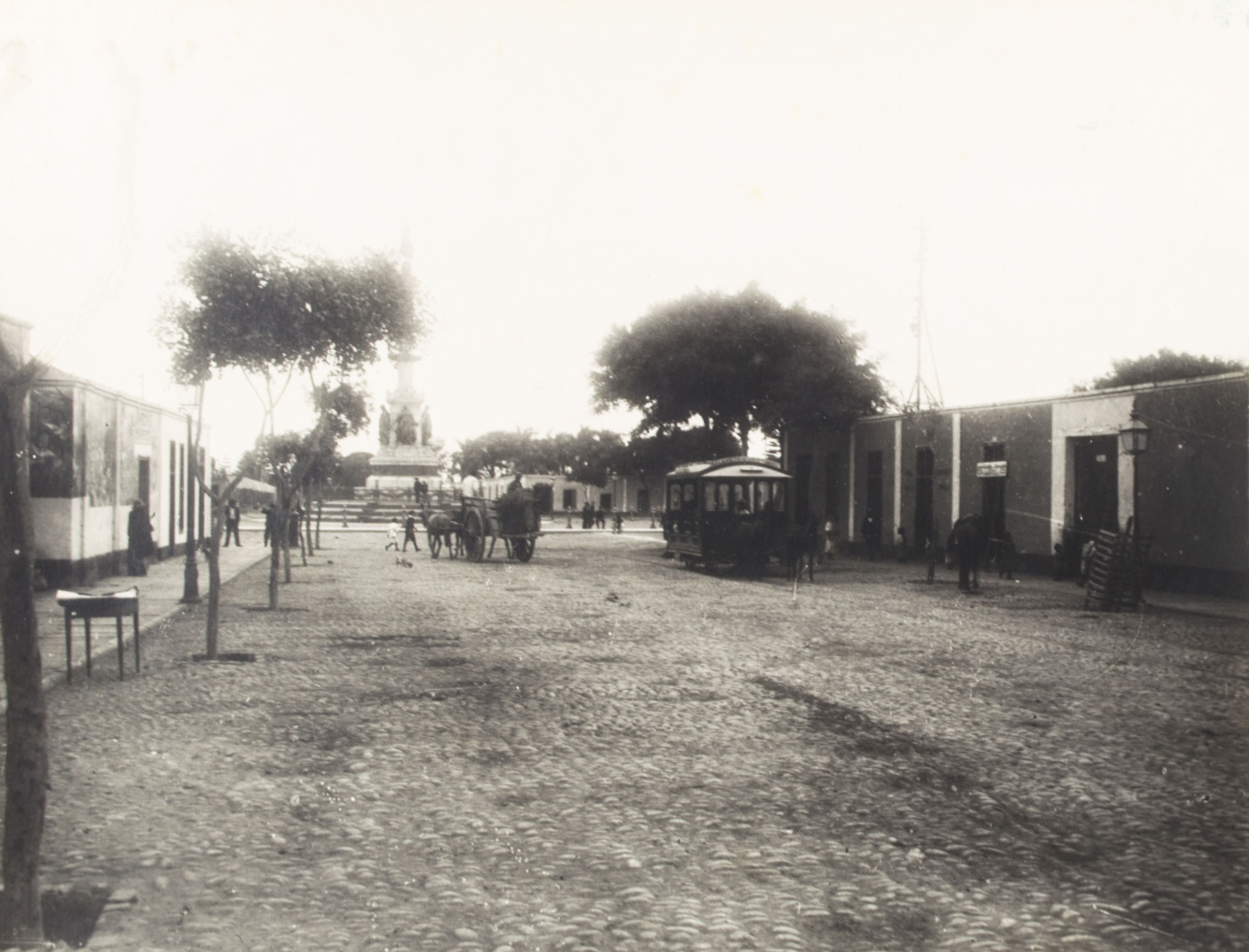
La calle Malambito a fines del.

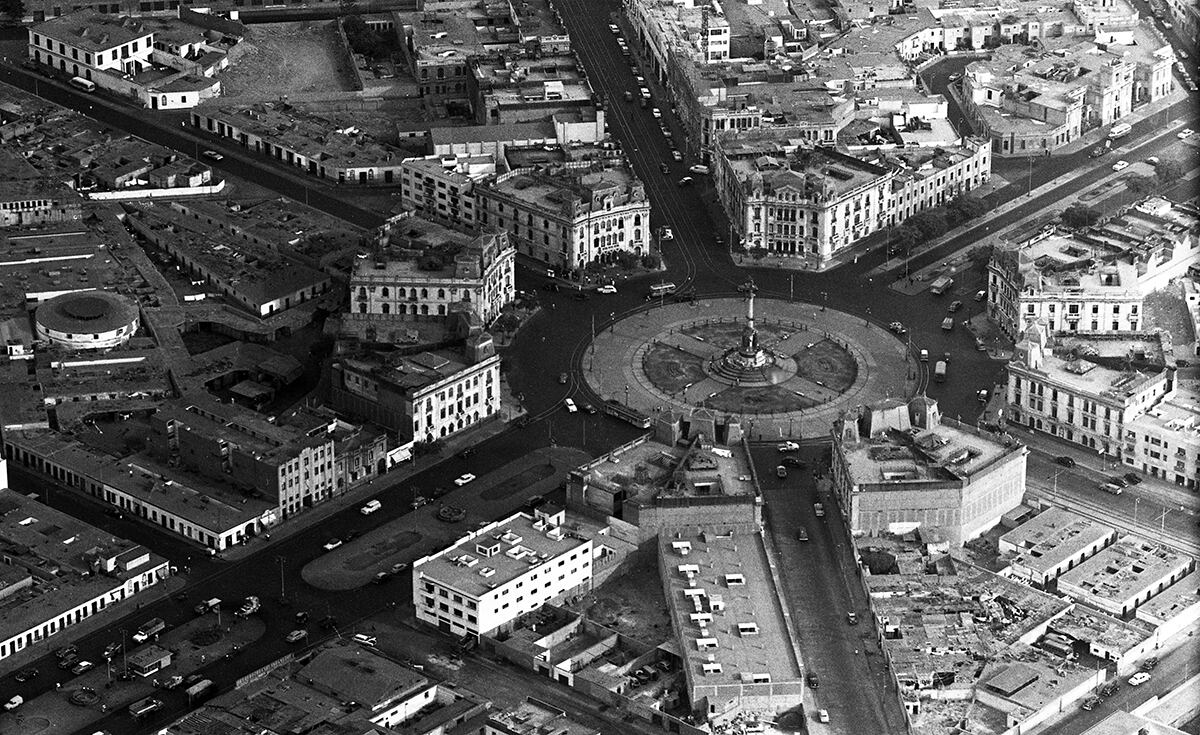
Vista aérea de la plaza en 1960.

El viajero alemán Ernst W. Middendorf, que recorrió el Perú a fines del siglo XIX, describió así al monumento:

“Al centro de un espacio circular, que está separado del resto de la plaza por pequeños postes y cadenas, se eleva una columna estriada que mantiene sobre una esfera la figura aérea y dorada de la diosa de la Victoria. La figura mira hacia el lado del mar y sostiene en la mano derecha en alto una espada corta y en la izquierda una palma. La base de la columna es cilíndrica y está constituida por tres altas gradas de granito. Luego sigue el zócalo, que está protegido por una reja de fierro. En sus partes laterales se ven placas de bronce y en relieve representaciones de escenas de la lucha; encima va un capitel cuadrado sobre el que se alza la columna y sobre cuyos lados se apoyan cuatro figuras de mujeres como símbolo de las cuatro repúblicas americanas aliadas [Chile, Bolivia, Ecuador y Perú]. En la parte que se orienta al mar se encuentra sobre una pequeña plataforma la figura que reproduce la muerte del coronel Gálvez, y debajo de ella se lee la inscripción: “A los defensores del Perú y de América que renovando las glorias de la independencia rechazaron la invasión española y sellaron la unión americana en el Callao el dos de mayo de 1866 – MDCCCLXXII”.

En 1924, durante el gobierno de Augusto B. Leguía, el hacendado trujillano Víctor Larco Herrera financió con sus propios recursos la construcción de ocho edificios elegantes, de tres pisos y que emulaban a las edificaciones de las plazas parisinas. El plano original fue del arquitecto francés Claudio Sahut, habiendo culminado la construcción, con algunas modificaciones, el arquitecto polaco Ricardo Malachowski.
En las últimas décadas, la plaza fue cayendo en abandono. En los edificios había ferreterías y fábricas de cueros que funcionaban clandestinamente.
En el año 2011, grupos de manifestantes acamparon por varios meses en la plaza, originando serios daños.
A mediados del año 2014, la Municipalidad de Lima hizo pintar los edificios e iluminar la plaza. Semanas después, el 16 de octubre de 2014, aproximadamente a las tres y media de la tarde, se inició un incendio que consumió el piso superior de uno de los edificios que rodean la plaza. El incendio dejó 11 heridos.
La noche del 1 de enero de 2017, durante las celebraciones por el año nuevo, un nuevo incendio se registró en uno de los edificio monumentales que rodean la Plaza Dos de Mayo. En el local funcionaba una galería donde se vendían equipos e instrumentos musicales y está ubicado a un costado de la sede de la CGTP. Luego de este voraz siniestro, la Municipalidad de Lima declaró inhabitable el edificio y los locales comprometidos con el incendio debido al grave daño sufrido en las paredes de quincha y adobe, así como la destrucción de los sistemas de energía eléctrica.

## Galería

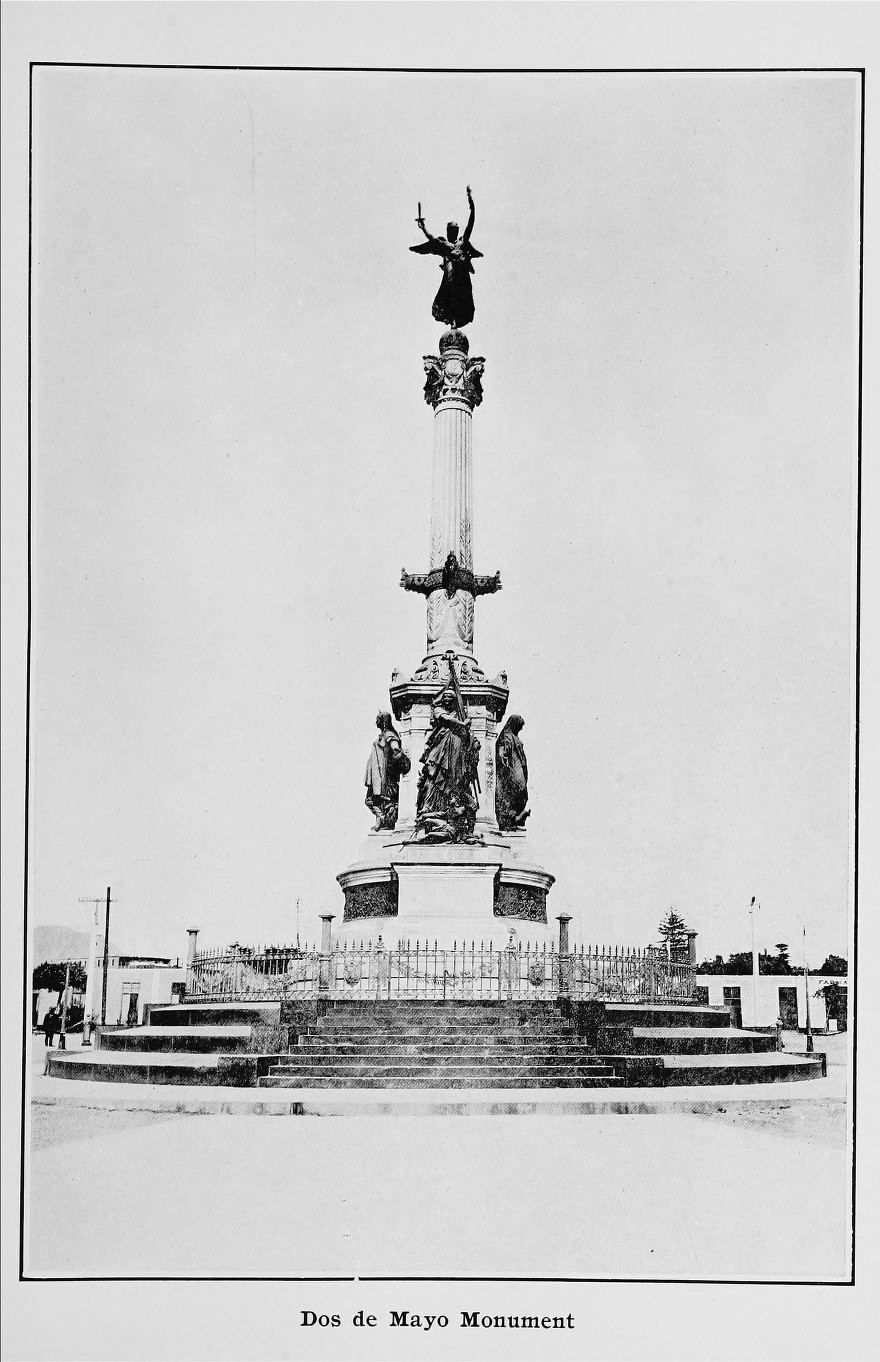
Plaza Dos de Mayo a inicios del siglo XX
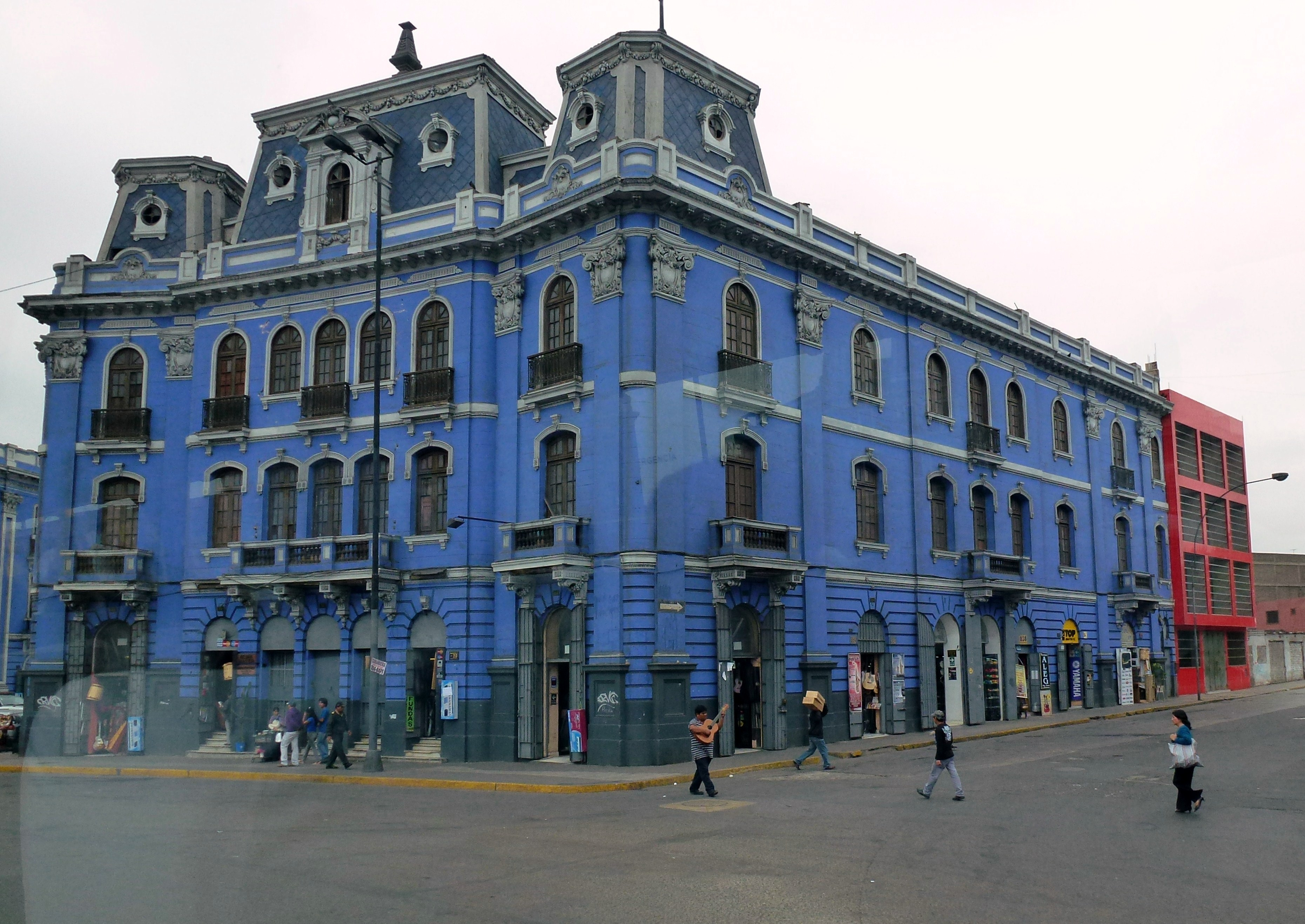
Uno de los edificios diseñados por Ricardo Malachowski
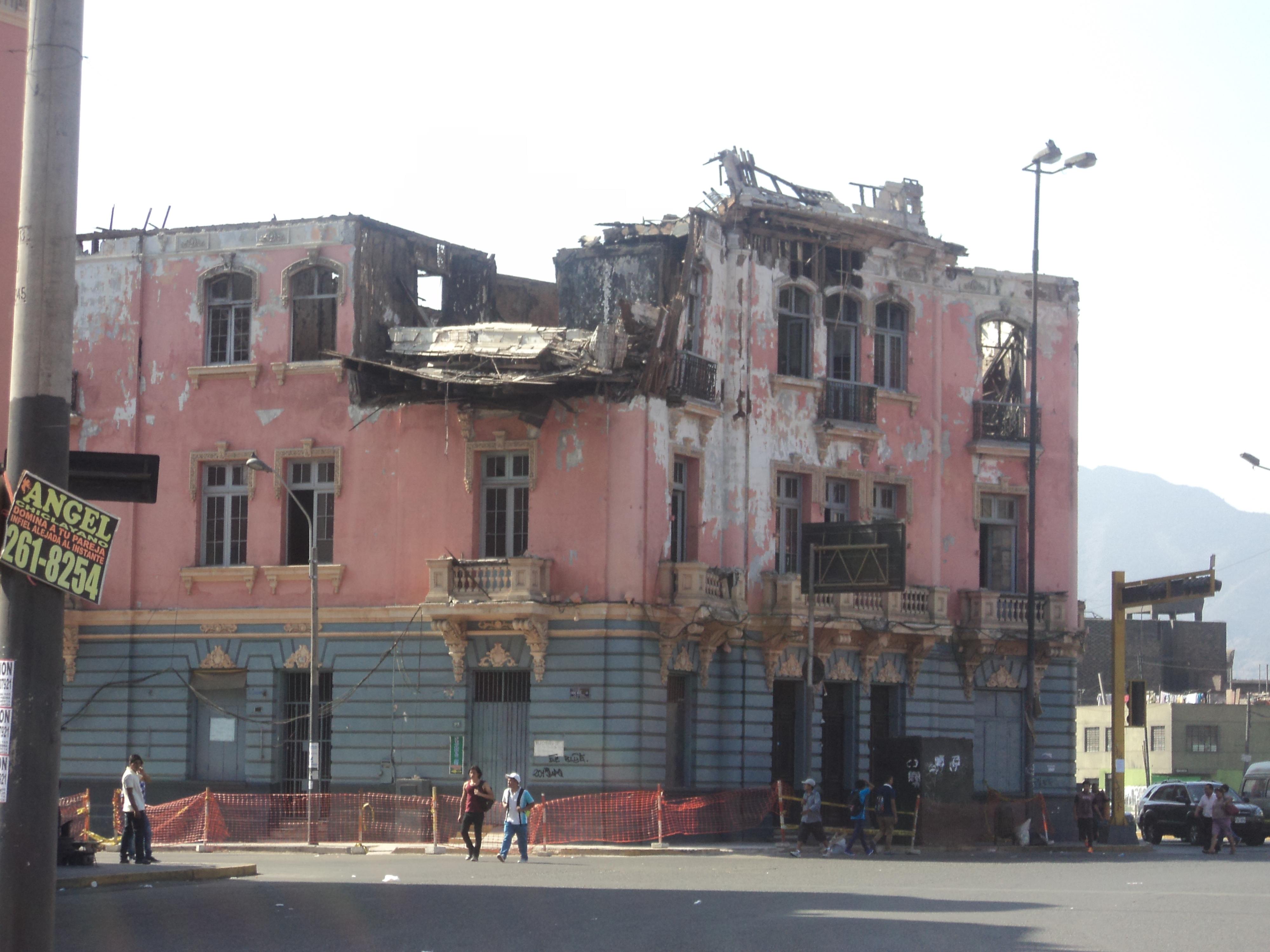
Siniestro de 2014 en uno de los edificios circundantes
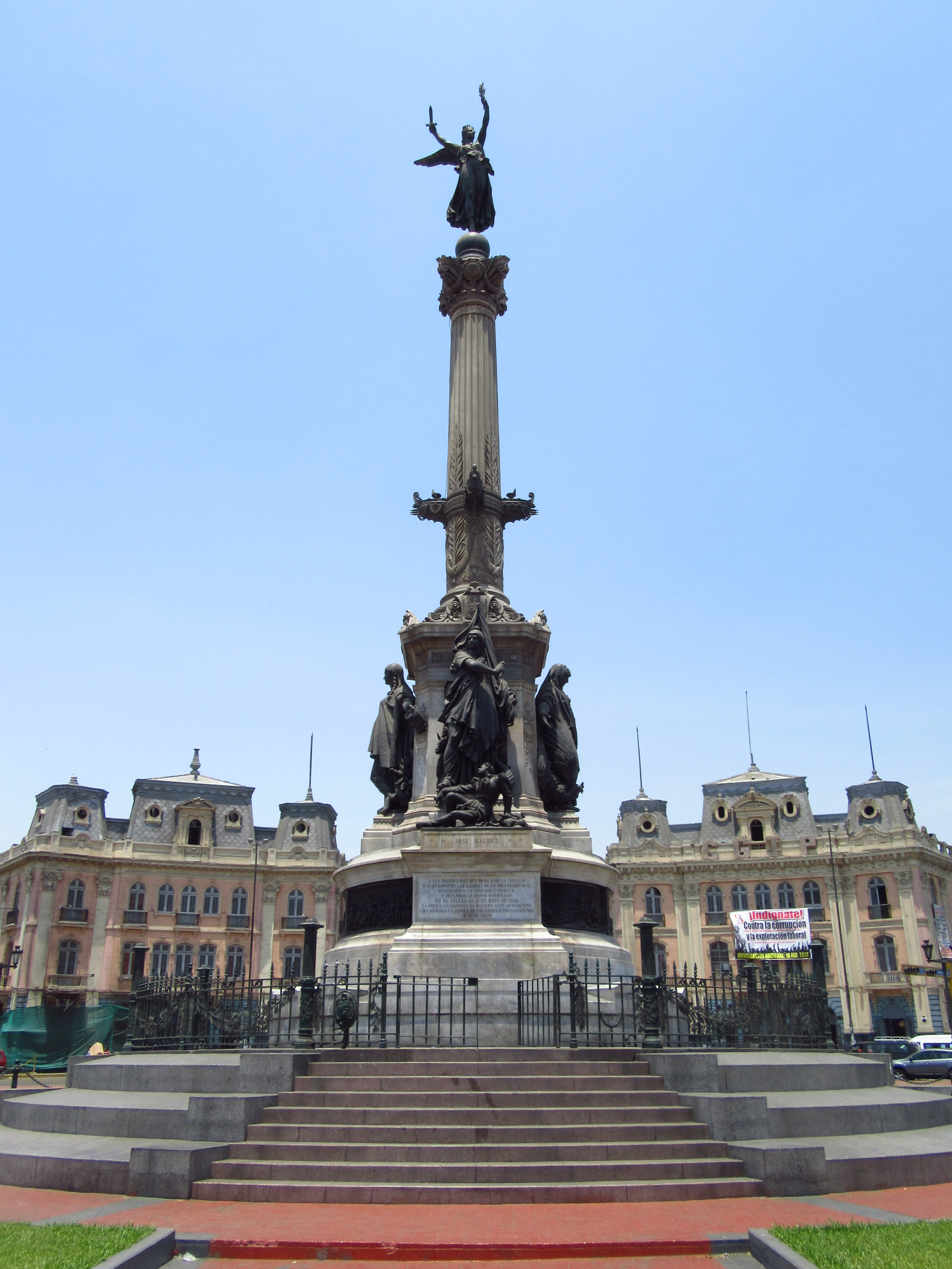
Monumento a la Victoria del 2 de mayo